# ویل دوم
ویل دوم (انگلیسی: Will Dohm; ۸ آوریل ۱۸۹۷ – ۲۸ نوامبر ۱۹۴۸) هنرپیشه اهل آلمان بود.
از فیلم‌ها یا برنامه‌های تلویزیونی که وی در آن نقش داشته‌است می‌توان به بل آمی، تونل، و واترلو اشاره کرد.